# Zoppi (Montecorice)
Zoppi è una frazione del comune di Montecorice, in provincia di Salerno. Ha una popolazione di 47 abitanti.

## Geografia fisica
La frazione dista più di due chilometri da Montecorice e sorge a 251 metri sul livello del mare.

## Storia
Le primissime notizie riguardo a questo piccolissimo centro abitato risalgono al 1113. Da questo borgo passava un asse viario molto trafficato che dall'eremo di San Donato raggiungeva la collina della Salvazione, verso nord-ovest, che si sporgeva sulla vallata del Rio dell'Arena e dove incontrava la strada che dalla chiesa di Sant'Angelo di Montecorice portava al monastero di Sant'Arcangelo di Perdifumo.